# Harm van Veldhoven
Harm van Veldhoven (Luyksgestel, 28 settembre 1962) è un dirigente sportivo, allenatore di calcio ed ex calciatore olandese naturalizzato belga, attuale presidente del Lommel.

## Palmarès

### Allenatore

#### Competizioni nazionali
- Tweede klasse: 1

Brussels: 2003-2004